# Утар-Елга
Утар-Елга (баш. Утарйылға) — деревня в Татышлинском районе Республики Башкортостан Российской Федерации. Входит в состав Нижнебалтачевского сельсовета. 

## География

### Географическое положение
Расстояние до:
- районного центра (Верхние Татышлы): 20 км,
- центра сельсовета (Нижнебалтачево): 9 км,
- ближайшей ж/д станции (Куеда): 48 км.

## Население
| 2002 | 2009 | 2010 |
| ---- | ---- | ---- |
| 59   | ↘52  | ↗54  |

Национальный состав
Согласно переписи 2002 года, преобладающая национальность — удмурты (95 %).